# Baie de Stagnolu, golfu di Sognu, Golfe de Porto-Vecchio
Baie de Stagnolu, golfu di Sognu, Golfe de Porto-Vecchio este o arie protejată (sit de importanță comunitară — SCI) din Franța întinsă pe o suprafață de 2.074 ha, din care 99 % marine.

## Localizare
Centrul sitului Baie de Stagnolu, golfu di Sognu, Golfe de Porto-Vecchio este situat la coordonatele 41°36′40″N 9°19′59″E / 41.61111°N 9.33306°E.

## Înființare
Situl Baie de Stagnolu, golfu di Sognu, Golfe de Porto-Vecchio a fost declarat arie specială de conservare în baza directivei 92/43 din 1992 referitoare la conservarea habitatelor naturale și a faunei și florei sălbatice pentru a proteja 1 specie de plante și 2 specii de animale.

## Biodiversitate
Situată în ecoregiunea mediteraneană, aria protejată conține 8 habitate naturale: Straturi cu Posidonia (Posidonion oceanicae), Terase mlăștinoase și terase nisipoase neacoperite de apă la reflux, Estuare, Golfuri mici largi și golfuri puțin adânci, Bancuri de nisip acoperite în permanență slab de apă marină, Recifuri, Vegetație anuală la limita mareei, Peșteri marine scufundate complet sau parțial.
La baza desemnării sitului se află mai multe specii protejate:
- plante (1): Silene velutina
- pești (1): Aphanius fasciatus
- reptile (1): Euleptes europaea

Pe lângă speciile protejate, pe teritoriul sitului au mai fost identificate 1 specie de nevertebrate.